# 郝建秀 (企业家)
郝建秀（1961年—），汉族，中华人民共和国企业家、政治人物，山西省总商会副会长、山西建峰集团有限公司董事长，第十一届全国政协委员。
2008年，当选第十一届全国政协委员，代表社会福利和社会保障界，分入第四十八组。